# Varga Sándor (közgazdász)
| Varga Sándor                              | Varga Sándor                                                             |
| Kattints az alábbi külső linkek egyikére! | Kattints az alábbi külső linkek egyikére!                                |
| ----------------------------------------- | ------------------------------------------------------------------------ |
| Nem található szabad kép.(?)              |                                                                          |
| külső link · jogvédett                    | Varga Sándor ünnepi beszédét mondja. Közgazdász. 1966. 7. sz. április 9. |

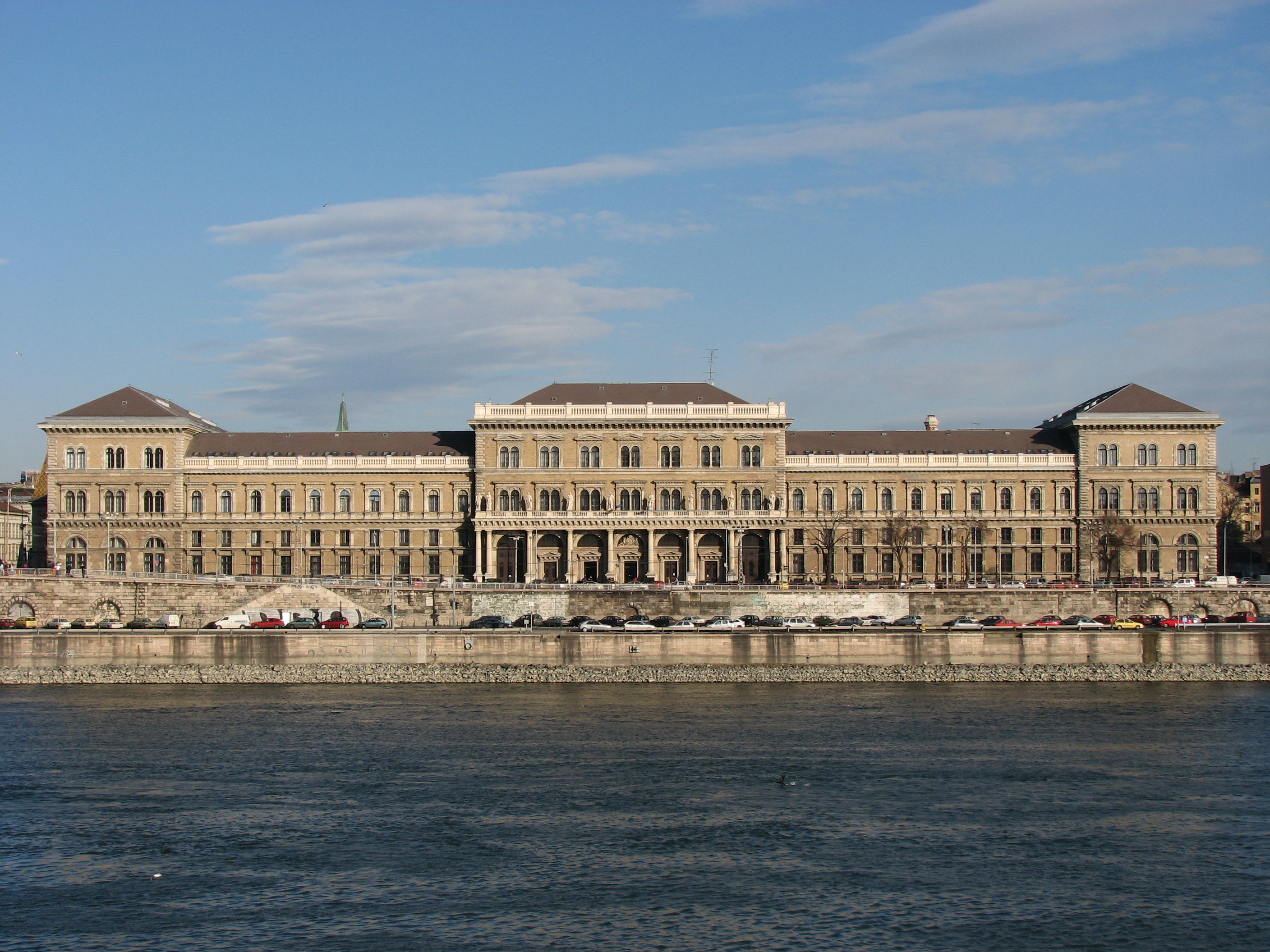
1955–1976 között a Marx Károly Közgazdaságtudományi Egyetemen tanított

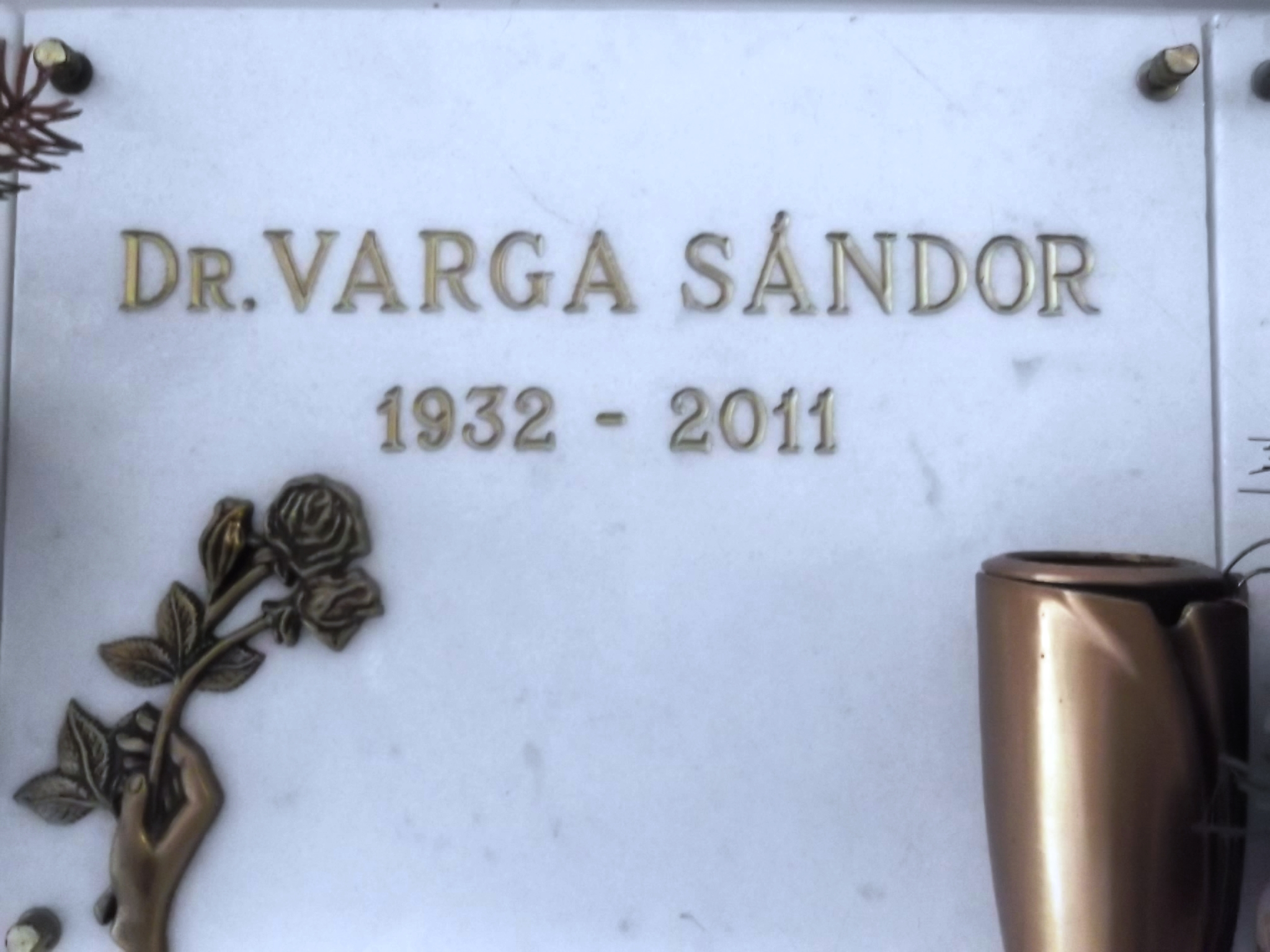
Varga Sándor (1932-2011) sírja. Budapest, Kelenföldi Szent Gellért Plébánia. Urnatemető. Árpádházi Boldog Jolán (1235-1293) 22-es szektorának 32-es fülkéje.

Varga Sándor (Nádudvar, 1932. november 20. – Budapest, 2011. szeptember 23.) közgazdász, egyetemi tanár a Marx Károly Közgazdaságtudományi Egyetemen, majd főiskolai tanár a Budapesti Gazdasági Egyetemen, az MTA doktora.

## Szakmai életútja
Varga Sándor 1952-1955 között tanult a Marx Károly Közgazdaságtudományi Egyetemen, ahol 1955-ben szerzett diplomát. 1955-ben került a Marx Károly Közgazdaságtudományi Egyetem Ipargazdaságtan Tanszékére és 21 éven keresztül vett részt közvetlenül az oktatási, kutatási és nevelési tevékenységben. 1961-ben a Marx Károly Közgazdaságtudományi Egyetem Egyetemi Tanácsülésén a káderfejlesztési terv előadója volt. 1965-1968 között az Marx Károly Közgazdaságtudományi Egyetem tudományos rektorhelyetteseként dolgozott.  1966-tól 1976-ig az Ipari Üzemszervezési és Tervezési Tanszék vezetője volt.1963-ban védte meg kandidátusi értekezését, majd 1970-ben az akadémiai doktori értekezését. Akadémiai doktori disszertációjának címe, amely közel 300 oldalon  1971-ben könyvalakban is megjelent: „Az iparvállalatok belső irányítási rendszerének kérdései.” Az egyetemen végzett tevékenysége mellett aktívan közreműködött országos szinten jelentkező kutatás-szervezési és koordinációs tevékenységekben és rendszeresen foglalkozott gyakorlati közgazdasági, vállalatgazdasági és szervezési problémák megoldásával. A „Vállalati Belső Mechanizmus Bizottság” vezetője volt 1968-1970 között. 1970 és 1980 között a Magyar Tudományos Akadémia Igazgatástudományi Bizottságának tagjaként, 1970 és 1976 között pedig e Bizottság alelnökekeként, valamint a Vállalati szervezési szekció elnökeként tevékenykedett. Munkatársai közül (1968-1970 között) később az MTA doktora lett Bodnár Pál (1990), Marosi Miklós (1980), Sipos Béla (1988). Habilitált egyetemi tanár lett  Mészáros Tamás (1991) és Kovács Sándor. Roóz József főiskolai tanári kinevezést nyert (1994).
1971-1976 között a Fővárosi Tanács VB tagja volt.
Berend T. Iván rektor tájékoztatta az Egyetemi Tanácsot, hogy szeptember 21-i keltezéssel levelet kapott Polinszky Károly minisztertől, amelyben bejelentette, hogy az Ipari Üzemszervezési Tanszéken folytatott KNEB-vizsgálat nyomán fegyelmi eljárást indított fegyelmi vétség elkövetésének alapos gyanúja miatt Varga Sándor tanszékvezető egyetemi tanár, Ollé Lajos dékán és Orosz László gazdasági főigazgató ellen. A fegyelmi bizottságot létrehozta a miniszter, Egyetemen kívüli személyekből: vezetője Király Tibor, az Eötvös Loránd Tudományegyetem  Jogi Kar dékánja, tagjai Vajda Zoltán, műszaki egyetemi tanszékvezető, egyetemi tanár és Juhász Miklós, az OM tanácsosa. Polinszky egyben közölte, hogy az MTV 91. § 1. bekezdése alapján állásától azonnali hatállyal felfüggesztette Varga Sándor tanszékvezető egyetemi tanárt, és felszólította, hogy tanszékvezetői ügykörét jegyzőkönyv alapján adja át az Egyetem rektora által kijelölt személynek. Bejelenti, hogy a Rektori Tanács állásfoglalása alapján az ideiglenes helyettesítéssel az Ipari Kar dékánhelyettesét, Szabados Annát bízta meg, akit a mai napon a Tanszéken bemutatott és aki átvette a miniszter által megjelölt teendőket. Kéri, hogy ezt a tájékoztatást a Tanács vegye tudomásul.
1954 és 1976 között a Marx Károly Közgazdaságtudományi Egyetem pártbizottságának a tagja volt, 1976-ban kizárták a Magyar Szocialista Munkáspárt tagjai sorából.
1976-tól 1989-ig az Ipargazdaságtani Kutatóintézetben dolgozott. 1989-től 2002-ig főiskolai tanár volt a Budapesti Gazdasági Egyetemen.
Varga Sándor részére címzetes egyetemi tanári cím adományozására a Marx Károly Közgazdaságtudományi Egyetemen. Indoklás. [] A több mint három évtizedes működése alatt több könyve jelent meg és tanulmányainak, valamint szakcikkeinek száma is meghaladja a százat. Kutatási eredményeiről publikációin kívül számos konferencián is beszámolt. A címzetes egyetemi tanári cím adományozását a fentiek alapján az Ipargazdasági Tanszék kezdeményezte, amit a szakmai zsűri egyhangúlag támogatott. A szakmai zsűri tagjai voltak: Mészáros Tamás tanszékvezető, Kupcsik József rektorhelyettes, Baricz Rezső tanszékvezető, a szakmai zsűri elnöke. 
2011. október 13-án Budapesten a Kelenföldi Szent Gellért Plébánia urnatemetőjében temették el. (Végső nyughelye a Szent Jolán 22-es szektorának 32-es fülkéjében van)

## Fontosabb könyvei
- A müszaki-gazdasági szervezés jelentősége a szocializmusban. Budapest. 1959.
- A munkatermelékenység és az átlagbérek közötti összefüggés az iparban. Közgazdasági- és Jogi Könyvkiadó, Budapest, 1963.

- Iparvállalati tervezés és szervezés, munkaszervezés. Tankönyvkiadó Vállalat, Budapest, 1964.

- Iparvállalatok vezetése, szervezése és tervezése I-II. [szerkesztő Varga Sándor] Közgazdasági- és Jogi Könyvkiadó, Budapest, 1966. 2. kiadás 1968.

- Munkaügyi tervezés az iparvállalatoknál. Kossuth Könyvkiadó, 1966.
- International labour office-Munkatanulmányok. Műszaki Könyvkiadó, 1966.
- Iparvállalatok szervezése, tervezése, gazdaságtana I. (Németh Andrással) Kiadó: Pénzügyminisztérium Személyzeti és Oktatási Főosztálya Oktatási Osztály. Budapest, 1967.

- Iparvállalatok belső irányítási rendszere. Kossuth Könyvkiadó, 1971.

- Iparvállalati gazdaságtan. Műszaki Könyvkiadó, 1. kiadás 1977. 2. kiadás 1978. 5. kiadás 1984.

- Iparvállalati tervezés. [szakszerkesztő Varga Sándor] KG Informatik, Budapest, 1980.

- Az iparirányítás fejlődési tendenciái a szocialista országokban. In.: A vállalati szervezeti rendszer fejlődési irányai a szocialista és a tőkés iparban.  Tanulmányok. KG Informatik, Budapest, 1982.

- Iparvállalatok szervezése és tervezése: iparvállalatok hosszú-, középtávú és éves tervezése. 5. kiadás. Tankönyvkiadó, Budapest, 1984.

- Az üzemek, műhelyek önelszámolási és érdekeltségi rendszerének korszerűsítése. [szakszerkesztő Varga Sándor] Társszerzők: Baánné Jakab Anna [et al.] Prodinform, Budapest, 1985.

- Költségvetési reform a tanácsi önkormányzati rendszerben. (társszerzők Keményné Koncz Ildikó, Novotnik Imre) PERFEKT Pénzügyi Szakoktató és Kiadó Vállalat Kiadói és Terjesztési Osztálya, Budapest, 1990.
- Vállalkozás - Management. Pénzügyi és Számviteli Főiskola. Budapest, 1995.
- Vállalkozások gazdaságtana. Társszerzők: Bedő Gyula és Lőrinczi Gyula. Perfekt Pénzügyi Szakoktató és Kiadó Rt. 1997.